# Liptovské Sliače
Liptovské Sliače és un poble i municipi d'Eslovàquia que es troba a la regió de Žilina, al centre-nord del país. El 2023 tenia 3.798 habitants.

## Demografia
| Godina             | 1994 | 2004   | 2014   | 2024   |
| ------------------ | ---- | ------ | ------ | ------ |
| Nombre de persones | 3808 | 3811   | 3773   | 3804   |
| Diferència         |      | +0,07% | −0,99% | +0,82% |

| Godina             | 2023 | 2024   |
| ------------------ | ---- | ------ |
| Nombre de persones | 3798 | 3804   |
| Diferència         |      | +0,15% |